# Alain Chevallier
Alain Chevallier – belgijska, francuskojęzyczna seria komiksowowa autorstwa rysownika Christiana Denayera i scenarzysty André-Paula Duchâteau, publikowana w odcinkach od 1971 do 1976 w dzienniku "Le Soir" i od 1977 do 1985 w czasopiśmie "Tintin", a od 1973 do 1986 w formie indywidualnych tomów nakładem wydawnictw Rossel i Le Lombard. W Polsce w 1985 w czasopiśmie "Świat Młodych" ukazało się 12 z 46 plansz ósmego tomu pt. Les rivaux pod nazwą Błyskawica na start.

## Fabuła
Seria opowiada o Alainie Chevallier, młodym kierowcy Formuły I. Jego ojciec, też kierowca, zginął w wypadku na torze wyścigowym. Po latach ambitny Alain decyduje się na tę samą karierę. Startuje w bolidzie "Błyskawica", skonstruowanym w zakładzie jego wuja Serge'a.

## Tomy
| Tom | Tytuł i rok wydania polskiego | Tytuł i rok wydania oryginalnego         |
| --- | ----------------------------- | ---------------------------------------- |
| 1   |                               | Enfer pour un champion (1973)            |
| 2   |                               | La course diabolique (1974)              |
| 3   |                               | Tournoi pour 500 (1974)                  |
| 4   |                               | Les pirates de la route (1975)           |
| 5   |                               | Safari pour Zombis (1975)                |
| 6   |                               | Le virus de la peur (1975)               |
| 7   |                               | Duel Auto Moto (1977)                    |
| 8   | Błyskawica na start (1985)    | Les rivaux (1978)                        |
| 9   |                               | Team de la mort (1979)                   |
| 10  |                               | Forcing dans la neige (1979)             |
| 11  |                               | Attentat en formule 1 (1980)             |
| 12  |                               | Le Français errant (1981)                |
| 13  |                               | L'héritier (1982)                        |
| 14  |                               | Sous le signe indien (1983)              |
| 15  |                               | Fléaux sur le rallye des pharaons (1984) |
| 16  |                               | Come Back (1985)                         |
| 17  |                               | Pole position (1986)                     |